# The Raspberry Jams
The Raspberry Jams – album kompilacyjny amerykańskiego gitarzysty Jasona Beckera, wydany oryginalnie 19 października 1999 roku

## Lista utworów
1. "Becker-Ola" - 3:50
2. "Mandy's Throbbing Little Heart" - 1:22
3. "Amma" - 0:46
4. "When You Wish Upon a Star" - 1:54
5. "Jasin Street" - 4:08
6. "Beatle Grubs" - 2:41
7. "Grilled Peeps" - 1:20
8. "If You Have to Shoot...Shoot-Don't Talk" - 5:03
9. "Purple Chewable Fern" - 2:37
10. "Black Stallion Jam" (z Martym Friedmanem) - 3:15
11. "Amarnath" - 0:36
12. "Angel Eyes" - 3:12
13. "Throat Hole" - 1:50
14. "Dang Sea of Samsara" - 4:24
15. "Urmila" - 2:11
16. "Thousand Million Suns" - 5:27
17. "Clean Solo" - 3:05
18. "Too Fast, No Good for You!" - 0:45
19. "Sweet Baboon" - 1:36
20. "Shock Tea" - 1:07
21. "Ghost to the Post" - 4:37
22. "Blood on the Traches" - 2:11
23. "Oddly Enough" - 2:07
24. "Crush" - 0:26
25. "Vocal Silliness" - 0:34